# HD199154
HD199154 — хімічно пекулярна зоря спектрального класу A5, що має видиму зоряну величину в смузі V приблизно  7,3.
Вона  розташована на відстані близько 306,3 світлових років від Сонця.